# Бабушкін Олександр Васильович
Олександр Васильович Бабушкін (1883, тепер Російська Федерація — ?) — радянський діяч, голова Кубанської окружної контрольної комісії ВКП(б). Член Центральної контрольної комісії ВКП(б) у 1924—1927 роках. Член ВЦВК.

## Життєпис
Член РСДРП(б) з вересня 1917 року.
До 1924 року працював на нафтопромислах Кавказу.
На 1924—1926 роках — голова і член президії Кубанської окружної контрольної комісії ВКП(б) — окружної робітничо-селянської інспекції.
Подальша доля невідома.